# جون هيورت
جون هيورت (بالنرويجية البوكمول: Johan Hjort)‏ هو أحيائي وبروفيسور نرويجي، ولد في 18 فبراير 1869 في أوسلو في النرويج، وتوفي بنفس المكان في 7 أكتوبر 1948.